# 马尔梅洛波利斯
马尔梅洛波利斯是巴西米纳斯吉拉斯州的一个市镇。总面积107.861平方公里，总人口3100人，人口密度28.7人/平方公里。